# Luperina samnii
Luperina samnii är en fjärilsart som beskrevs av Sohn-rethel 1929. Luperina samnii ingår i släktet Luperina och familjen nattflyn. Inga underarter finns listade i Catalogue of Life.